# Adolf Teichert
Adolf Teichert (ur. 10 kwietnia 1854 w Braniewie, zm. 30 września 1907 tamże) – niemiecki pisarz, poeta i pedagog.

## Życiorys

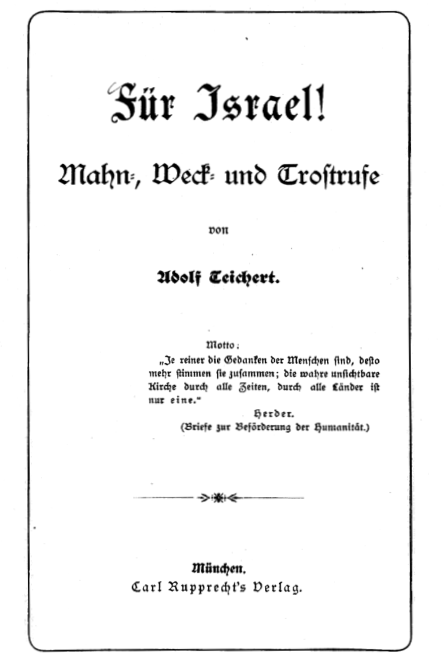
Für Israel!, 1896

Urodził się w Braniewie, w rodzinie kupca Andreasa. Uczęszczał do gimnazjum w rodzinnym mieście, które ukończył uzyskując maturę na jesieni 1873 roku. Studiował języki starożytne na uniwersytetach w Berlinie, Lipsku oraz w Królewcu. 29 listopada 1879 zdał w Królewcu egzamin nauczycielski. Pracował przez szereg lat jako nauczyciel pomocniczy (Hilfslehrer) w Olsztynie, Królewcu (3 lata), w Berlinie, w Charlottenburgu (3 lata), od 1 października 1888 jako nauczyciel mianowany (ordentlicher Lehrer, Oberlehrer) w gimnazjum w Wittstock. Ostatnim miejscem jego pracy był Kostrzyn, do którego przeniesiony został w 1893. Pracował tam do Wielkanocy 1902, wówczas przeszedł na emeryturę. Na emeryturze zamieszkał w podberlińskiej miejscowości Schmargendorf. Zmarł w 1907 w Braniewie.
W wieku 30 lat przeszedł na wegetarianizm, jego pasją było kolarstwo.

## Dzieła[7]
- Das Geschenk der Hölle, 1890
- Für Israel!: Mahn-, Weck- und Trostrufe, 1896
- Neue Gedichte, 1898
- Auf den Spuren des Genius, 1900